# C’est Bleu
A C’est Bleu a német Scooter együttes 2011-ben megjelent kislemeze a The Big Mash Up című lemezükről, mely 2011. december 2-án jelent meg. Ezzel a kislemezzel visszatértek az előző néhány kiadványon hanyagolt keményebb ütemekhez. A dal eredeti előadója Vicky Leandros, aki a "L'amour est bleu" című szerzeményét az 1967-es Eurovíziós Dalfesztiválon is előadta. Ezen kívül a The Hose "I Survived" című dalára épít, amely a Duran Duran "Reflex" című számában szereplő dallamot használta fel. A kislemezre került változat apróbb részletekben eltér a nagylemezen hallhatótól.
A kislemez ezúttal sem tartalmaz B-oldalt, és csak kétszámos, de az internetről egy harmadik szám is letölthető. A "Dubstyle Mix" a címe ellenére nem a hardstyle és a dubstep stílusok keveredéséből létrejött dubstyle stílusú, hanem dubstep betétet kapott középső részű remix. A kislemez viszonylag sikeres volt, de inkább csak a rajongók körében.

## Története
A "The Big Mash Up" című lemez megosztotta a Scooter rajongótáborát. Stílusa merőben szokatlan volt, és általában véve csak az a néhány szám nyerte el maradéktalanul a rajongók tetszését, amelyik a leginkább hasonlított az előző album, az "Under The Radar Over The Top" stílusára. A "David Doesn’t Eat" sikertelensége is azt eredményezte, hogy október 21-én Facebook-üzenetben kérdezték meg a rajongótábort, melyik számot javasolják az új kislemeznek. A több száz szavazatnak valamivel több mint a felét a "C'est Bleu" nyerte el, és az előző lemez hangzását örökölte. Sokáig azonban kérdéses volt, hogy tényleg ez lesz-e az új kislemez, mert közben a német DJ-ranglistán egyre előkelőbb helyet szerzett magának egy másik szám az albumról, az "It’s A Biz". Hamarosan azonban megjelent a Facebookon a felhívás, hogy minél több rajongó küldje be, ahogy videóra veszi, ahogy a C’est Bleu-re shuffle-t vagy jumpstyle-t táncolnak. Majd november 10-én Budapesten, a Fridge Fesztivál napján interjúban erősítették meg, hogy ez lesz a következő kislemez A hivatalos bejelentésig november 15-ig kellett várni.

## Számok listája
1. C'est Bleu (Radio Edit) (3:11)
2. C'est Bleu (The Dubstyle Mix) (4:23)
3. C'est Bleu (Extended Version) (6:01)

Az "Extended Version" kizárólag az internetről tölthető le.

## Más változatok
A "The Dubstyle Mix" felkerült a "The Big Mash Up (20 Years of Hardcore Expanded Edition)" című 2013-as kiadványra.

## Közreműködtek
- H.P. Baxxter a.k.a The Hardcore MC (szöveg)
- Rick J. Jordan, Michael Simon (zene)
- Jens Thele (menedzser)
- André Charles Jean Popp, Pierre Cour (eredeti szerzők)
- Vicky Leandros (ének)
- Michaela Kuhn (fényképek)
- Martin Weiland (borítóterv)

## Videoklip
Bevágások láthatóak benne a Vicky Leandrosszal történt stúdiómunkákról, valamint a The Stadium Techno Inferno koncertlemezről, melyeket néhány kisebb jelenet szakít meg.